# Ares del Maestre
Ares del Maestre är en kommunhuvudort i Spanien. Den ligger i provinsen Província de Castelló och regionen Valencia, i den östra delen av landet, 300 km öster om huvudstaden Madrid. Ares del Maestre ligger 1 198 meter över havet och antalet invånare är 227.
Terrängen runt Ares del Maestre är huvudsakligen lite kuperad. Ares del Maestre ligger uppe på en höjd. Runt Ares del Maestre är det mycket glesbefolkat, med 3 invånare per kvadratkilometer. Närmaste större samhälle är Benasal, 8,9 km söder om Ares del Maestre. Trakten runt Ares del Maestre består i huvudsak av gräsmarker.